# Jamie Langfield
James « Jamie » Robert Langfield  est un footballeur écossais né le 22 décembre 1979 à Paisley,.

## Palmarès
- 1 sélection et 0 but avec l' Écosse B en 2007
- Champion d'Écosse de deuxième division en 1998 avec Dundee
- Vainqueur de la Coupe de la Ligue écossaise en 2014 avec Aberdeen